# Marketing antropologico
Il Marketing antropologico è un approccio interdisciplinare che utilizza strategie e tecniche che uniscono la ricerca qualitativa rivolta allo studio dei valori culturali del target alle esigenze di mercato.
Alle consuete tecniche utilizzate per la descrizione del target il Marketing Antropologico preferisce sostituire le variabili socio demografiche e psicografiche con le variabili culturali. Ciò significa che il Marketing Antropologico valuta la persona e i suoi consumi in base al contesto culturale nel quale è immersa. I valori che vengono associati ad un marchio sono sempre culturali, ovvero rispecchiano i valori culturali che ognuno ha. Tutti noi tendiamo quindi a riconoscere quei marchi che inconsciamente ci trasmettono valori che noi apprezziamo. Il Marketing Antropologico ricerca perciò i driver culturali e li utilizza concretamente in ambito business. Decifrare i valori culturali significa capire cosa le persone si aspettano da un marchio o da un prodotto. 
Questo modello è stato studiato e realizzato da un gruppo di ricerca italiano composto da Linda Armano (Antropologa Culturale), Mirna Pacchetti e Marco Ravagnan (esperti di Marketing Strategico).

## Metodologia
Il marketing antropologico parte dal concetto di cultura com'è inteso in antropologia che riguarda l'insieme dei prodotti materiali, degli schemi mentali, delle abitudini e dei modelli di comportamento creati, appresi e condivisi da un gruppo di persone. La cultura influenza ciò che le persone vedono, ricordano ed il modo in cui elaborano le informazioni. Essa influisce sulla costruzione di valori, sugli atteggiamenti e sulle reazioni standardizzate e convenzionali, suggerendo un certo indirizzo d'azione. Anche l'acquisto ed il consumo di un prodotto sono frutto di una scelta fatta sulla base di considerazioni di ordine sociale, economico e culturale che s'intersecano con i processi di costruzione di un'identità individuale e collettiva.
Per l'analisi del target il marketing antropologico predilige l'approccio emico, tradizionalmente utilizzato nelle ricerche antropologiche per capire e analizzare il punto di vista del gruppo sociale studiato. Il contesto di studio è sia off-line che on-line e le branche di ricerca sono quelle tipiche dell'antropologia: 
- etnografia: indagine sul campo in cui si raccolgono i dati per compilare una descrizione dettagliata sul comportamento e sulla mentalità del gruppo studiato.[1] Nel marketing antropologico il momento etnografico è già un momento teorico-interpretativo.[2]
- etnoscienza: studia l'organizzazione e la classificazione delle conoscenze di una o più culture.
- etnologia: studia i modelli mentali e il comportamento degli individui che fanno parte di una determinata cultura. L'etnologia studia inoltre le dinamiche culturali, ossia le modalità con cui le culture si evolvono e cambiano nel tempo.

Tenendo presente la definizione che Philip Kotler ha dato del marketing 3.0, dove il consumatore, lungi dall'essere passivo, è protagonista collaborativo e partecipativo, il marketing antropologico presta estrema attenzione al mondo sul web. Nelle indagini online si parla in primis di netnografia, un termine coniato dal sociologo Robert Kozinets nel 1995, che sviluppa questo metodo all'interno dei domini teorici del marketing tribale e della Consumer Culture Theory.
La netnografia è un metodo di ricerca qualitativo relativo allo studio della cultura di consumo on-line sia per finalità di marketing sia per scopi sociologici. Il metodo di ricerca di matrice etnografica, permette di entrare in contatto con le esperienze di consumo degli utenti on-line. L'analisi netnografica si dimostra particolarmente funzionale in ambito dei social media, dove è possibile monitorare le conversazioni spontanee.
Per le indagini on-line il marketing antropologico riprende le branche dell'antropologia e conia due neologismi per lo studio della cultura di consumo on-line: 
- "netnoscienza": considera come viene organizzata e classificata la conoscenza attorno ad un brand o ad prodotto da parte di una "web tribe".
- "netnologia": analizza i dati raccolti precedentemente, da cui è possibile proporre soluzioni utili a potenziare la propria offerta commerciale.

Grazie alle metodologie antropologiche applicate sia alla cultura off-line che on-line, l'analisi avviene "dal di dentro" e non "dal di sopra". Ciò implica che il target non rappresenta solo un materiale di studio ma è costituito da persone vive in una società definita.
Per studiare il target il marketing antropologico utilizza gli strumenti di raccolta dei dati tipici dell'antropologia: 
- software per l'aggregazione di big data nelle indagini on-line.
- osservazione passiva o partecipante off-line e on-line.
- intervista off-line e online.
- questionario off-line e on-line.

## Definire il target
Il marketing antropologico fa uso di alcuni concetti fondamentali per individuare il target: 
- Sostituisce le variabili socio-demografiche con le "variabili culturali".
- Parte dal presupposto che la brand identity si dovrebbe sempre basare su valori culturali.
- Lavorando su una brand identity che riporta valori condivisi dal proprio target si riesce a creare una brand awareness forte.
- Analizzando il punto di vista del consumatore (approccio emico) e individuando i suoi tratti culturali è possibile anticipare gli scenari sociali. Così facendo si identificano i tratti portatori di informazioni che sono importanti per individuare i valori culturali che spingono le persone a comportarsi in un certo modo piuttosto che in un altro.

## Farsi accettare dal target
Nella classica visione di marketing e delle comuni indagini di mercato l'azienda individua il suo target di riferimento sulla base di variabili psico-socio-demografiche per poi definire strategicamente come comunicare con esso.
In base ai criteri sopra descritti il marketing antropologico sostiene che l’azienda individua il suo target, ma è il consumatore che sceglie e decide se il marchio è nel “suo” target. Il punto di partenza del marketing antropologico è cambiare prospettiva ed entrare nell'ottica secondo cui l'azienda è il target di un gruppo più o meno ampio di persone che scelgono il marchio in base ai valori culturali che trasmette.
Con il punto di vista emico, si parte dal concetto secondo cui ognuno classifica la realtà che lo circonda in base alle proprie categorie culturali. Il marketing antropologico cambia il paradigma: non sono le aziende che categorizzano il consumatore, bensì è il consumatore che categorizza le aziende sulla base dei suoi valori culturali. Così facendo si individuano i "gap valoriali" e si stabiliscono le manovre necessarie per avvicinare l'azienda alla visione culturale del suo target.

## Utilizzo del marketing antropologico
Il marketing antropologico valuta come le persone percepiscono i brand, i prodotti e i servizi in base alle proprie categorie culturali. Ciò consente quindi di:
- analizzare i metodi di consumo e la percezione della marca;
- fornire uno strumento di analisi del consumatore profondamente legato alle sue origini culturali;
- fornire nuove metodologie e nuovi strumenti di contatto con il cliente per stimolare l'engagement;
- sfruttare il web (social media, forum, blog ecc.) per avviare proficue analisi antropologiche del mercato di riferimento.

I campi di applicazione del marketing antropologico:
- strutturazione della brand identity;
- sviluppo della brand awareness;
- miglioramento della brand reputation;
- miglioramento dell'engagement;
- aumento della loyalty;
- rafforzamento della customer experience;
- avviamento della co-creazione sfruttando il crowdsourcing;
- anticipo delle tendenze tramite il monitoraggio dei comportamenti dei trend setter ("trend watching");
- crescita delle comunità online basandosi su valori culturali condivisi ("comunity building");
- soddisfazione del cliente;
- Incremento dello "store traffic" e del "sell-out".

## Case history
Le prime grandi compagnie ad avvicinarsi ad un approccio simile a quello del marketing antropologico sono state Procter & Gamble, Whirlpool e Volvo, che hanno utilizzato nuovi metodi per lo studio dei comportamenti di consumo. 
Il metodo d'indagine più simile al marketing antropologico ha riguardato il caso di Electrolux Redesigns Itself in cui, per fronteggiare il calo delle vendite e la crescita competitiva asiatica, i consulenti di McKinsey & Company hanno individuato alcuni fattori determinanti, grazie ad interviste e ad una ricerca in profondità, primo fra tutti la lontananza tra le caratteristiche dei prodotti e i gusti e le necessità dei consumatori. Come ha scritto Johan Hjertonsson (consumer innovation manager): "Non abbiamo mai chiesto ai consumatori che cosa volevano. Noi abbiamo fatto antropologia. Abbiamo studiato i consumatori".  Questi venivano osservati nelle loro case e ascoltati i loro commenti utili per avere dei suggerimenti per progettare un prodotto che li aiutasse a semplificarsi la vita. In questa nuova procedura il consumatore ha l'ultima parola.